# Marquesado de Bérriz
El marquesado de Bérriz es un título nobiliario español creado el 28 de junio de 1900 por el rey Alfonso XIII a favor de Eduardo de Aznar y de la Sota, industrial, naviero, fundador de Compañía Naviera Sota y Aznar y de la Compañía Euskalduna de Construcción y Reparación de Buques, entre otras empresas, Gran Cruz del Mérito Naval y senador del Reino de España.
Su denominación hace referencia a la localidad de Bérriz, provincia de Vizcaya.

## Marqueses de Bérriz

Escudo de Bérriz provincia de Vizcaya.

|                           | Titular                                   | Periodo                   |
| Creación por Alfonso XIII | Creación por Alfonso XIII                 | Creación por Alfonso XIII |
| ------------------------- | ----------------------------------------- | ------------------------- |
| I                         | Eduardo de Aznar y de la Sota             | 1900-1903                 |
| II                        | Eduardo Aznar y Tutor                     | 1903-1908                 |
| III                       | Luis María de Aznar y González            | 1910-1959                 |
| IV                        | María Teresa de Aznar y González          | 1959-1968                 |
| V                         | María de las Mercedes de Aznar y González | 1969- ?                   |
| VI                        | Rafael Caro y Aznar                       | 1977-1999                 |
| VII                       | Alonso Caro y Aguirre                     | 2000-2021                 |
| VIII                      | Alonso Caro y Lecanda                     | 2022-actual titular       |

## Historia de los marqueses de Bérriz
- Eduardo de Aznar y de la Sota, I marqués de Bérriz.[1]

Casó el 14 de mayo de 1859, en Bilbao, con Luisa Rita Tutor y Fuentes. En 12 de marzo de 1903 sucedió su hijo:
- Eduardo Aznar y Tutor (Bilbao, 18 de febrero de 1860-Bilbao, 11 de marzo de 1908), II marqués de Bérriz.[2][1]

Casó con Rosario González y Salazar. En 29 de noviembre de 1910 sucedió su hijo:
- Luis María de Aznar y González (n. Bilbao, 28 de junio de 1888), III marqués de Bérriz.[2] Sin descendientes,[2] en 13 de marzo de 1959 sucedió su hermana:[1]

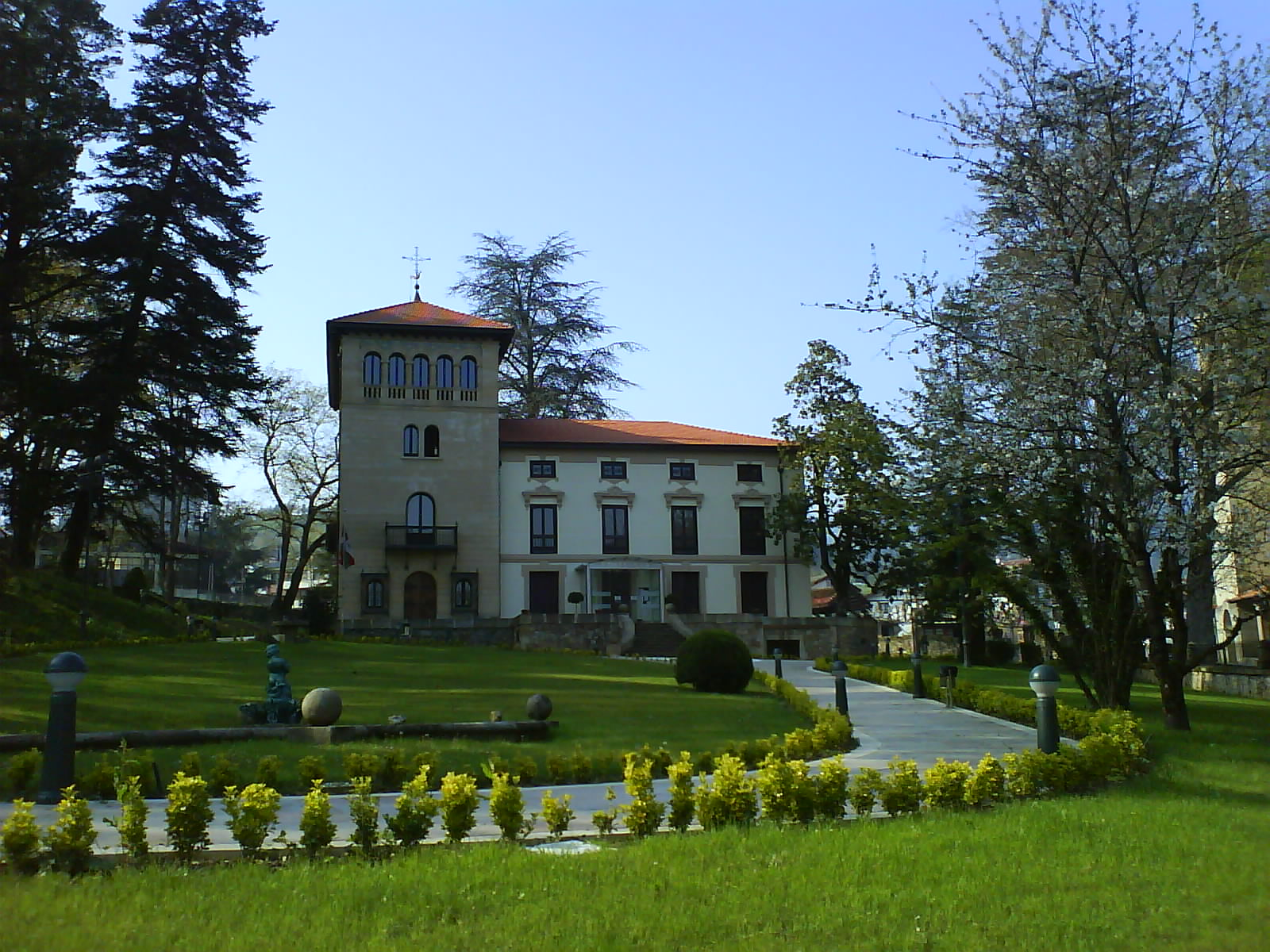
Palacio de los Marqueses de Bérriz, en Bérriz (Vizcaya). Actualmente Ayuntamiento de la localidad.

- María Teresa de Aznar y González (m. Las Arenas, 22 de enero de 1968), IV marquesa de Bérriz.[1]

Casó con Buenaventura Caro y del Arroyo.  Sin descendencia, en 1969 sucedió su hermana:
- María de las Mercedes de Aznar y González (n. Bilbao, 10 de noviembre de 1894), V marquesa de Bérriz.[1]

Casó en primeras nupcias con Pedro Sanginés, y la segunda en 12 de agosto de 1926 con Juan Caro Guillamas.  Le sucedió en 10 de marzo de 1977 su hijo del segundo matrimonio:
- Rafael Caro y Aznar (1927-1999), VI marqués de Bérriz.[1]

Casó con María del Carmen Aguirre Laiseca. En 8 de septiembre de 2000 sucedió su hijo:
- Alonso Caro y Aguirre (n. en 1953), VII marqués de Bérriz,[1] XIII marqués de Villamayor.[3] y conde de Torrubia.[4]

Casó con María José Lecanda y Smith. Sucedió su hijo:
- Alonso Caro y Lecanda, VIII marqués de Bérriz.[5]